# Skanujący laserowy mikroskop konfokalny
Mikroskop konfokalny – nowoczesna odmiana mikroskopu fluorescencyjnego, w którym źródłem światła jest laser. Mikroskop ten umożliwia dokonywanie tzw. przekrojów optycznych preparatu, analizuje bowiem światło pochodzące z jednej jego płaszczyzny, eliminując światło docierające z warstw położonych wyżej lub niżej. Różnica między zwykłymi mikroskopami nawet fluorescencyjnymi polega na tym, że dzięki mikroskopowi konfokalnemu otrzymujemy obraz o lepszej rozdzielczości i kontraście. Dzięki tej metodzie możliwa jest analiza przekrojów optycznych w czasie ciągłym położonych na powierzchni lub w głębi preparatu. Umożliwia to konstrukcję trójwymiarowych obrazów badanych obiektów.
Najogólniej można powiedzieć, że mikroskopia konfokalna polega na detekcji wypromieniowanego światła po wcześniejszej absorpcji przez daną substancję. Światło emitowane charakteryzuje się zawsze większą długością fali w stosunku do światła absorbowanego. Mikroskopia konfokalna opiera się zatem na pomiarze fluorescencji związków chemicznych, (tzw. barwników fluorescencyjnych) wiążących się z pewnymi typami komórek, strukturami subkomórkowymi lub grupami chemicznymi. Do tego rodzaju zabiegów jest stosowanych wiele metod barwienia oraz wiele barwników fluorescencyjnych (tzw. fluorochromów).
W tym mikroskopie punktowe źródło światła, oświetlony punkt preparatu oraz jego obraz leżą w ogniskowych soczewki (leżą w płaszczyznach konfokalnych) i stąd wywodzi się nazwa tej mikroskopii. Światło, które jest wzbudzane w punktach leżących poza ogniskiem jest eliminowane przez system specjalnych przysłon i nie bierze ono udziału w procesie tworzenia obrazu. Wynikiem tego jest obraz niezawierający składowych pochodzących z innych płaszczyzn niż ogniskowa. Dzięki temu rozdzielczość i kontrast w tym mikroskopie są lepsze, niż w zwykłym mikroskopie fluorescencyjnym.
Największą jednakże zaletą tego rodzaju mikroskopu jest to, że pozwala on na rejestrowanie obrazów cienkich warstw preparatu, czyli przekrojów optycznych badanych obiektów. Z tego powodu jest on często stosowany do rejestracji serii przekrojów optycznych na różnych głębokościach preparatu i tworzeniu dzięki tym obrazom trójwymiarowego obrazu badanego obiektu.
Używany w okulistyce do badania rogówki.